# François-Nicolas Martinet

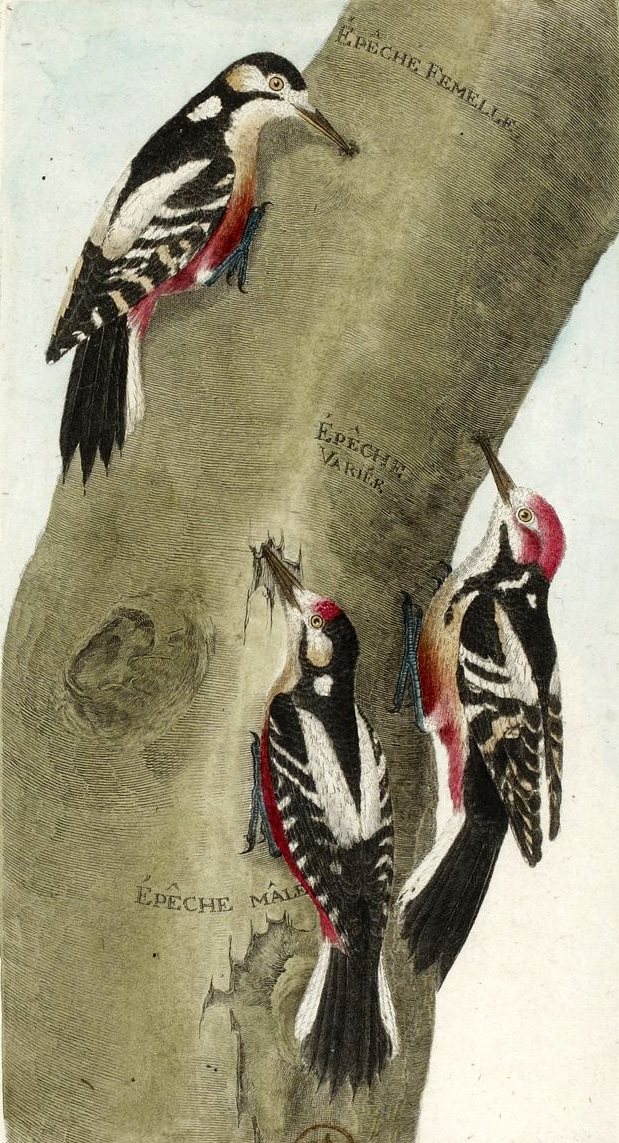
Drei in Europa beheimatete Spechtarten: Buntspecht (links), Mittelspecht (rechts) und Kleinspecht, 1790 von François-Nicolas Martinet

François-Nicolas Martinet (1731 – ca. 1800) war ein französischer Ingenieur und Naturkundler, dessen Gravuren sowohl zoologische Fachliteratur als auch architektonische Darstellungen unterschiedlicher Publikationen illustrierten.
Zu den wissenschaftlichen Autoren, die seine Illustrationen verwendeten, zählten unter anderem die Franzosen Mathurin-Jacques Brisson und Georges-Louis Leclerc de Buffon, sowie der englische Botaniker John Ray. Dabei zählten die mehrfarbig von Hand kolorierten Darstellungen von Tieren und Pflanzen ebenso zu seiner Spezialität, wie die technisch exakte Illustration von  Pariser Bauwerken (u. a. in der dreibändigen „Histoire civile“).

## Wirken als Illustrator

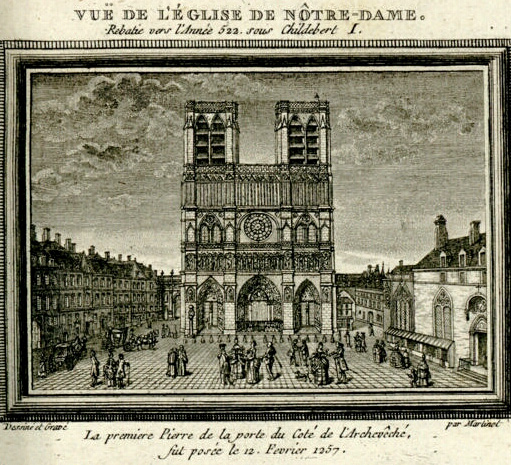
Die Notre-Dame aus Description historique de Paris (1780)

Zu Beginn seiner Berufslaufbahn war Martinet als Technischer Zeichner tätig, wodurch sein Blick auf architektonische Motive und Ingenieurstechnik von einer gewissen Präzision hinsichtlich der Details geprägt ist. Eine Reihe von Darstellungen berühmter Bauwerke und Gärten, die in den 1780er Jahren entstanden, lässt darauf schließen, dass Martinet als Graveur Aufträge aus unterschiedlichen Bereichen erhielt. Rund 1OO Kupferstiche von Säugetieren, Fischen, Insekten, Reptilien und Pflanzen gingen in Diderots Encyclopédie ein.
Durch Nachdrucke sind seine taxonomischen Illustrationen von Vögeln für L’Ornithologia von Brisson und Histoire naturelle des oiseaux von Buffons bis heute verfügbar. Gemeinfreie online-Versionen seiner Werke wurden unter anderem von der Biodiversity Heritage Library zur Verfügung gestellt. Das französische Nationalmuseum für Naturkundegeschichte hat eine vollständige Liste mit sämtlichen von Martinet dargestellten Arten zusammengestellt, wobei auch ausgestorbenen Arten erfasst werden.
Für seine Darstellungen von Goldfischen, für das Werk Historie naturelle des Dorades de la Chine, von Louis-Édme Billardon de Sauvigny orientierte Martinet sich an Aquarellen aus China. Aufgrund der Beliebtheit seiner Illustrationen druckte die Insel-Bücherei seine farbigen Gravuren, mit einem Geleitwort von Franz Kuhn nach und veröffentlichte das Werk 1935 unter dem Titel Der kleine Goldfischteich. In vielen Farben. (Nummer: IB 255/2).

## Familie
François-Nicolas Martinet war der Vater von Aaron Martinet (1762–1841), den er ebenfalls zum Kupferstecher ausbildete und der ihn zunächst bei der Arbeit an botanischen Studien unterstützte. Später wurde Aaron Martinet nicht nur für seine Karikaturen berühmt, sondern eröffnete 1796 einen eigenen Kunstverlag mit Ladengeschäft (Kunsthandel) in Paris.

## Veröffentlichungen als Illustrator (Auswahl)
- Mathurin-Jacques Brisson: L’Ornithologia[4]
- Thomas Pennant: Histoire naturelle des oiseaux, par le Comte de Buffon (1786)[7]

- Georges-Louis Leclerc de Buffon: Histoire naturelle des oiseaux (1783)[8]

- John Ray: L’histoire naturelle, éclaircie dans une de ses parties principales, l’ornithologie, qui traite des oiseaux de terre, de mer et de riviere, tant de nos climats que des pays étrangers. (1767)[9]

- Louis-Édme Billardon de Sauvigny: Historie naturelle des Dorades de la Chine (1780)[10]

- Edme Beguillet: Description historique de Paris (1779)[2]

## Galerie

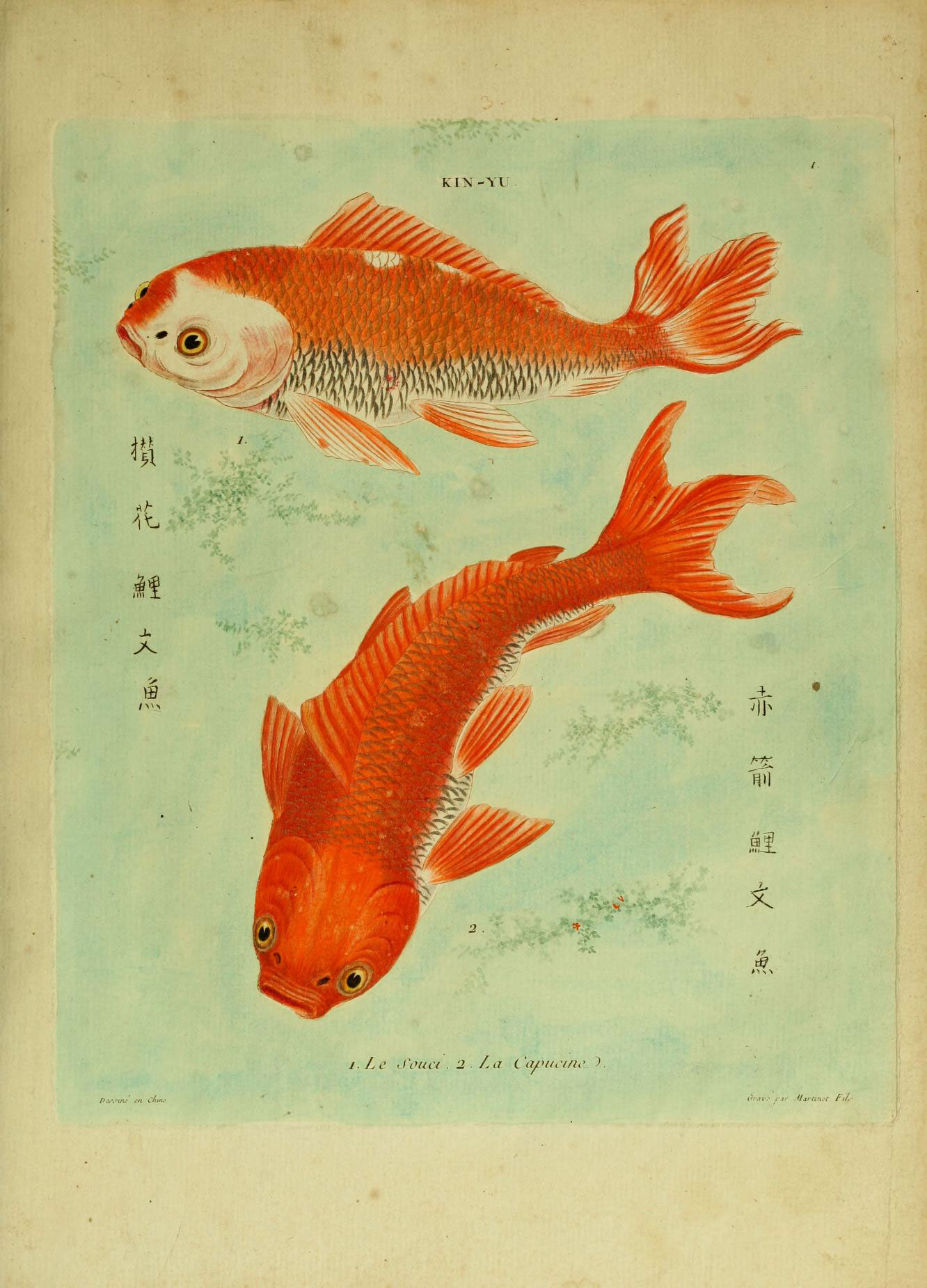
Goldfische aus der Histoire naturelle des dorades de la Chine (1780)
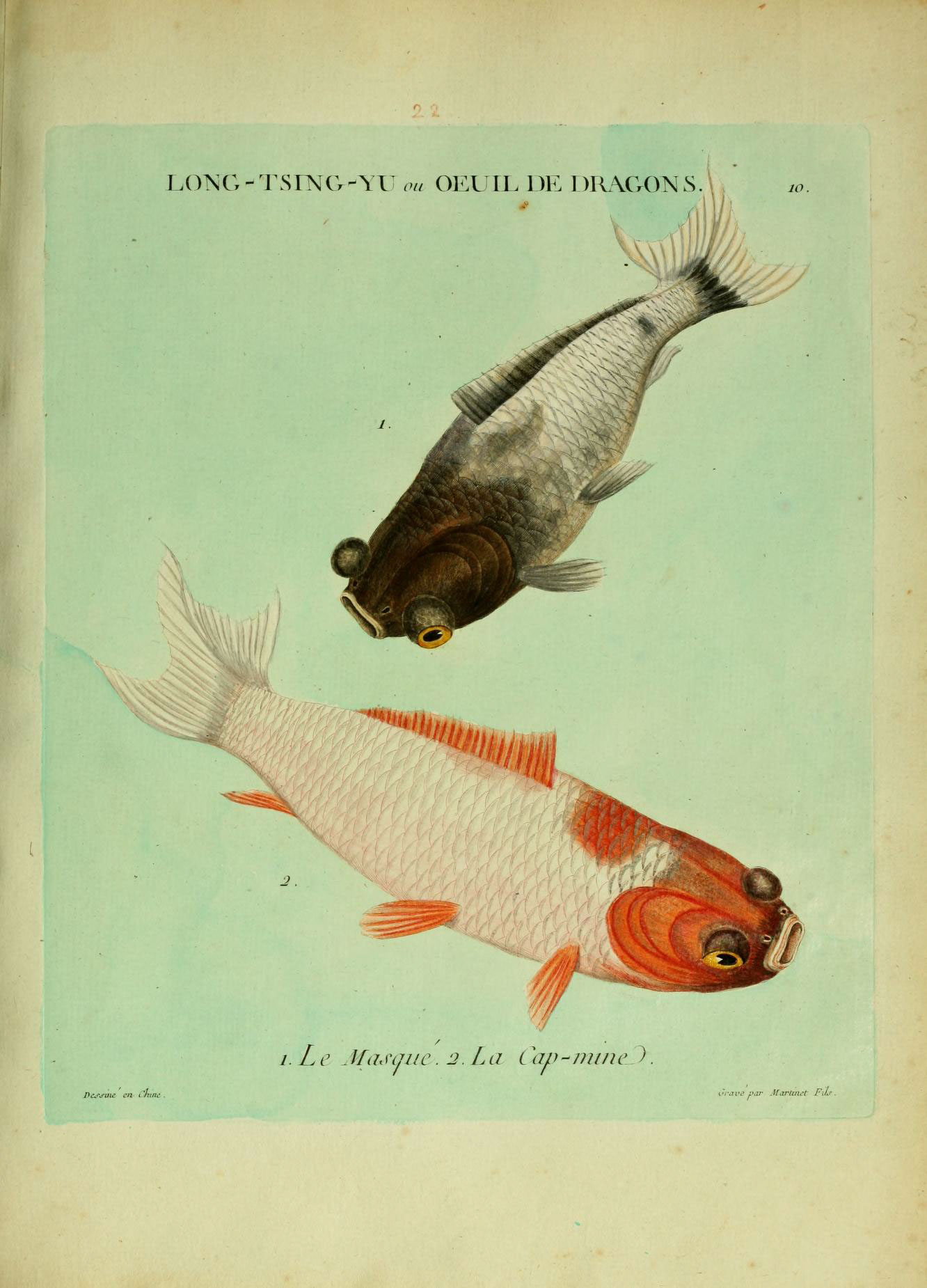
Illustration aus der Histoire naturelle des dorades de la Chine, von Louis-Édme Billardon de Sauvigny
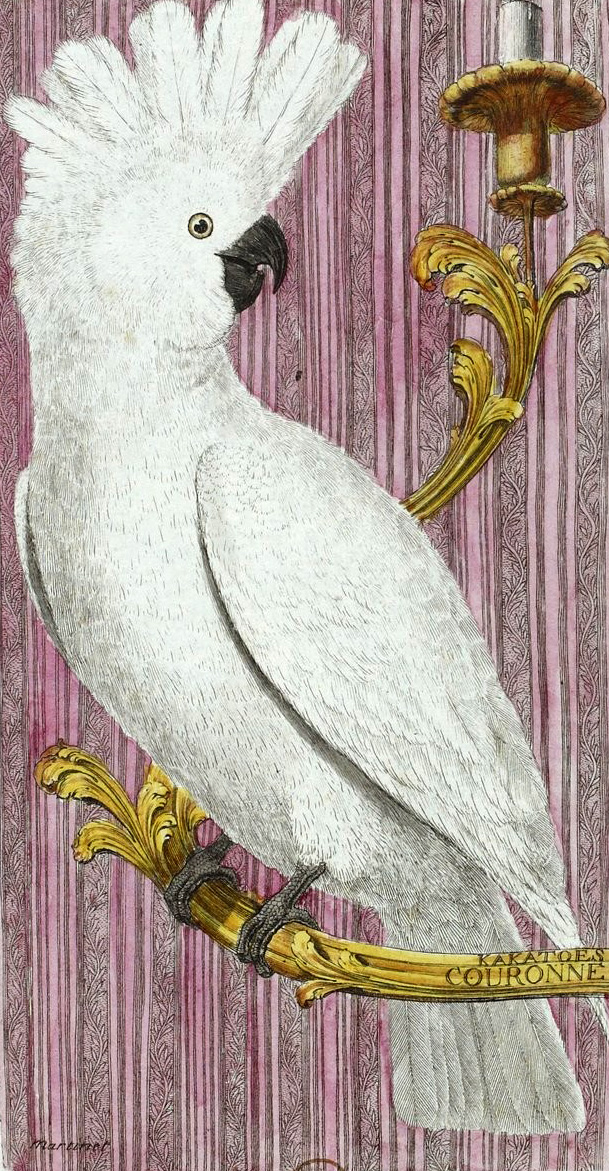
Kakadus als Haustier, Darstellung von 1790
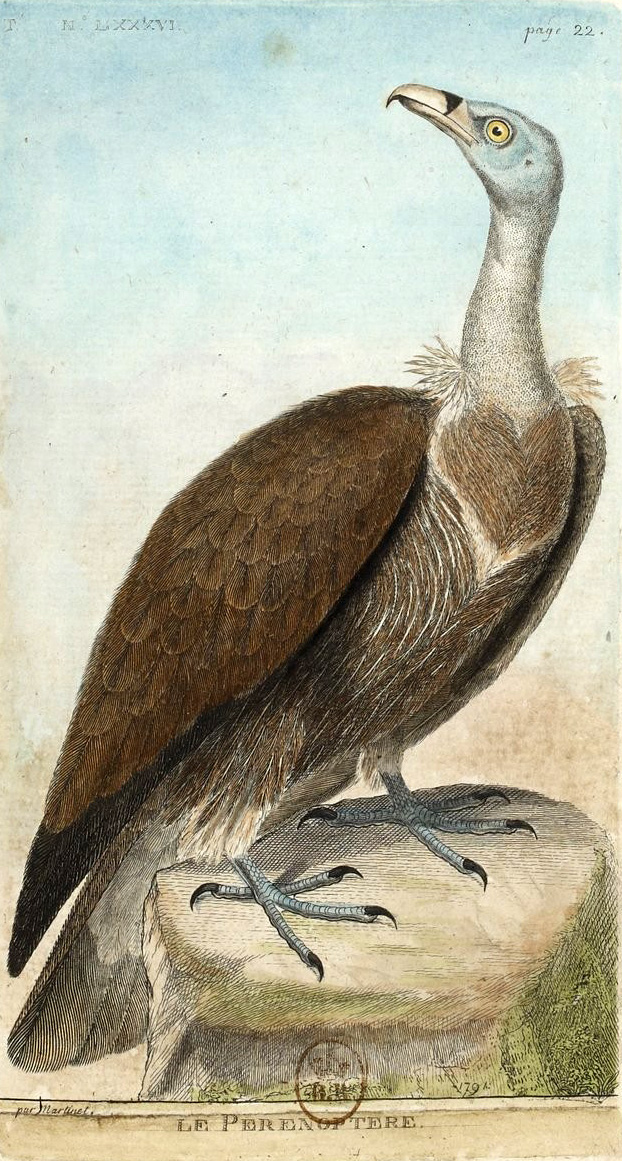
Ein Geier auf einem Felsen
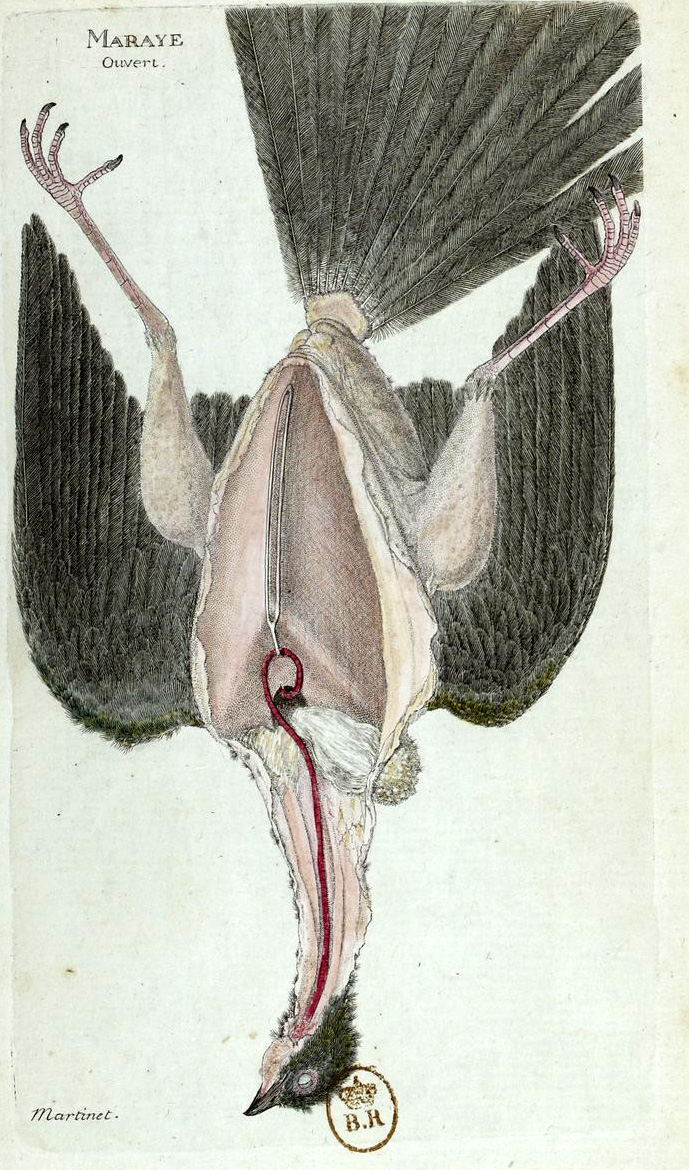
Martinet erstellte auch anatomische Abbildungen vom Inneren der Vögel
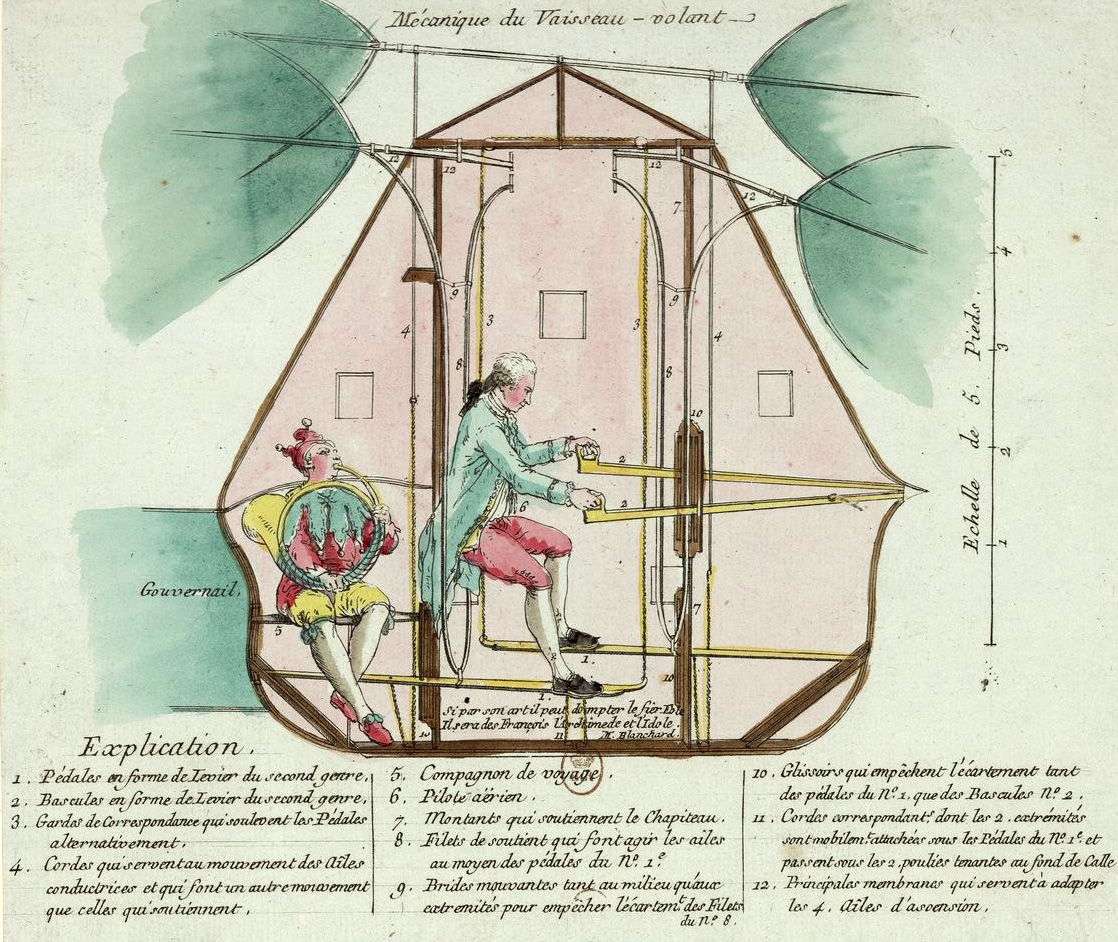
Konstruktionszeichnung für eine mechanische Flugmaschine von 1785